# Енергетична яркост
Енергетичната яркост {\displaystyle L_{\mathrm {e} }} е радиометрична величина, равна на количеството лъчист поток, което е излъчено, отразено, пропуснато или получено от дадена повърхност за единица пространствен ъгъл и единица площ, проектирана в равнината, перпендикулярна на посоката на лъчението.
{\displaystyle L_{\mathrm {e} }={\frac {\partial ^{2}\Phi _{\mathrm {e} }}{\partial \Omega \partial A\cos \theta }}\,,}
където
{\displaystyle \Phi _{\mathrm {e} }} е лъчистият поток във W
{\displaystyle \Omega } е пространственият ъгъл в sr
{\displaystyle A\cos \theta } е проектираната площ в m2, като {\displaystyle \theta } е ъгълът между нормалния вектор към разглежданата повърхност и посоката на разпространение на лъчението
Мерната единица на енергетичната яркост в SI е W/(m2·sr).